# Moreno Spirogi
Moreno Spirogi, pseudonimo di Moreno Lambertini (Bologna, 9 ottobre 1966), è un cantante, disc jockey e musicista italiano.

## Biografia
Inizia ad interessarsi di musica nei primi anni '80 in pieno fermento punk e new wave, suona la batteria con vari gruppi locali e parallelamente inizia l'attività di disc jockey. Nel 1985 fonda Gli Avvoltoi nelle vesti di cantante e frontman. Negli anni successivi rimane attivo anche come organizzatore di eventi, nei primi anni '90 crea, insieme ad amici, l'etichetta indipendente Torello Records ed è fra gli organizzatori del festival Scandellara Rock.
Nel 1999, chiusa momentaneamente la parentesi con Gli Avvoltoi, forma gli Spirogi Circus.
Nel 2006 riforma Gli Avvoltoi e intraprende la carriera da solista incidendo 2 dischi.
Dal 2010 è speaker a Radiocittà Fujiko e nel 2012 pubblica insieme a Lorenzo Arabia "Storia di un gruppo ridicolo", un libro che ripercorre la storia de Gli Avvoltoi.
Nel 2018 esce il libro Per quelli come noi, scritto insieme a Lucio Mazzi, edito dalla Crac edizioni.
Nel 2019 intraprende la carriera da conduttore televisivo su D.Tv, con il programma Spirogi Café.

## Discografia

### Da solista
- 2006 - Impazzivo per te
- 2008 - 21 passi nel delirio

### Come Spirogi Circus
Album in studio
- 2001 - in Generale
- 2003 - Ognuno scelga da che parte stare

Raccolte
- 2000 - Circo Magico
- 2001 - La chiesa si rinnova (con The Gang e Gemelli Ruggeri)
- 2001 - Stregoneria
- 2003 - La Collina
- 2004 - I Reduci
- 2009 - Il desiderio di schierarsi

Libri
- 2012 - Storia di un gruppo ridicolo (Sonic Press) con Lorenzo Arabia
- 2018 - Per quelli come noi (Crac Edizioni) con Lucio Mazzi